# Аравийский кеклик
Аравийский кеклик (лат. Alectoris philbyi) — птица семейства фазановых. Видовой эпитет дан в честь британского исследователя Сент-Джона Филби.

## Описание
Внешне похож на азиатского кеклика, только подбородок, горло и щёки чёрного цвета. Длина тела составляет от 33 до 36 см, масса — около 450 г. Половой диморфизм не выражен. Самки немного меньше самцов.

## Распространение
Аравийский кеклик обитает на юго-западе Саудовской Аравии и на севере Йемена. Он живёт на сухих склонах гор и ущелий, поросших травой и низким кустарником, на высоте от 1280 до 3670 м над уровнем моря. Чаще всего птиц можно наблюдать в высокогорье на высоте выше 2400 м над уровнем моря.

## Размножение
Гнездовой период начинается в марте. В кладке от 5 до 8 яиц. Птенцы вылупляются после инкубационного периода, продолжающегося от 25 до 26 дней.